# Ministerium Koerber

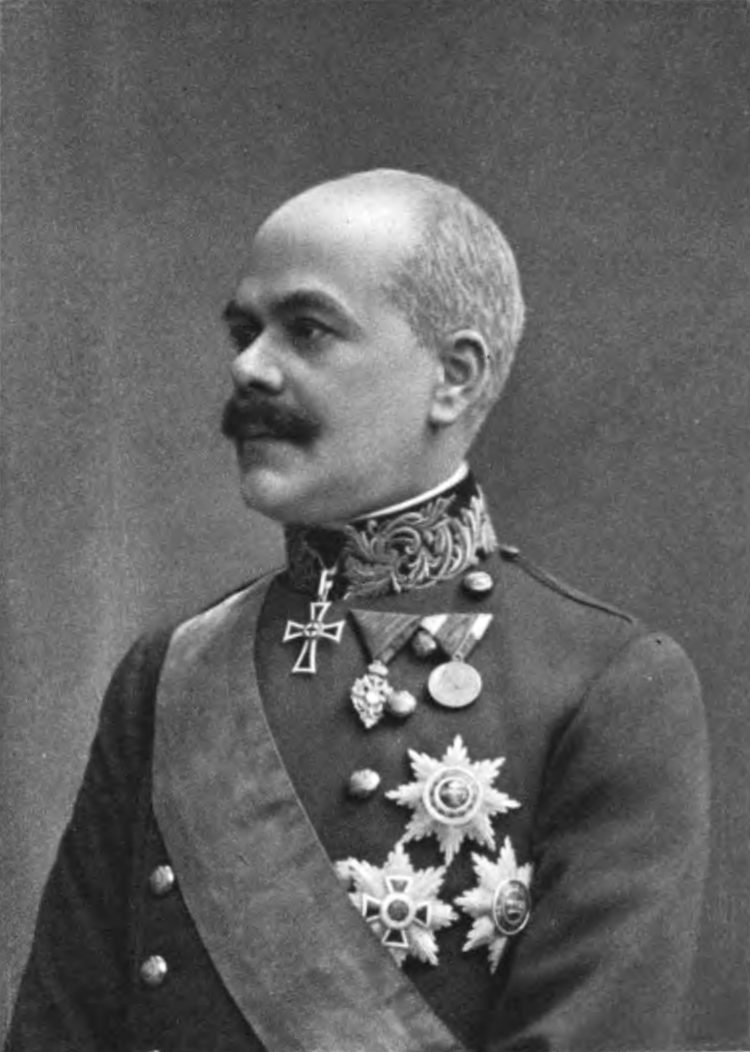
Ernest von Koerber war von 1900 bis 1904 sowie von Oktober bis Dezember 1916 Ministerpräsident Altösterreichs

Das Ministerium Koerber I wurde am 18. Jänner 1900 von Ministerpräsident Ernest von Koerber in Cisleithanien (eine vor allem im Beamtentum und bei Juristen gebräuchliche inoffizielle Bezeichnung für den nördlichen und westlichen Teil Österreich-Ungarns) gebildet. Es löste das Ministerium Wittek ab und blieb bis zum 31. Dezember 1904 im Amt. Es folgte das Ministerium Gautsch II.
Der Außenminister, der Kriegsminister und der gemeinsame Finanzminister gehörten diesem Kabinett nicht an. Siehe k.u.k. gemeinsame Ministerien.

## Minister
Dem Ministerium gehörten folgende Minister an:
| Amt                             | Amtsinhaber                                | Beginn der Amtszeit               | Ende der Amtszeit                   |
| ------------------------------- | ------------------------------------------ | --------------------------------- | ----------------------------------- |
| Ministerpräsident               | Ernest von Koerber                         | 18. Jänner 1900                   | 31. Dezember 1904                   |
| Ackerbauminister                | Karl von Giovanelli Ferdinand de Longueval | 18. Jänner 1900 26. Oktober 1904  | 26. Oktober 1904 31. Dezember 1904  |
| Handelsminister                 | Guido von Call                             | 18. Jänner 1900                   | 31. Dezember 1904                   |
| Kultus- und Unterrichtsminister | Wilhelm von Hartel                         | 18. Jänner 1900                   | 31. Dezember 1904                   |
| Finanzminister                  | Eugen Böhm von Bawerk Mansuet Kosel        | 18. Jänner 1900 26. Oktober 1904  | 26. Oktober 1904 31. Dezember 1904  |
| Innenminister                   | Ernest von Koerber                         | 18. Jänner 1900                   | 31. Dezember 1904                   |
| Justizminister                  | Alois Spens von Booden Ernest von Koerber  | 18. Jänner 1900 16. November 1902 | 16. November 1902 31. Dezember 1904 |
| Minister für Landesverteidigung | Zeno Welser von Welsersheimb               | 18. Jänner 1900                   | 31. Dezember 1904                   |
| Eisenbahnminister               | Heinrich von Wittek                        | 18. Jänner 1900                   | 31. Dezember 1904                   |
| Minister ohne Geschäftsbereich  | Leonard Pietak                             | 18. Jänner 1900                   | 31. Dezember 1904                   |
| Minister ohne Geschäftsbereich  | Antonín Rezek Antonín Randa                | 18. Jänner 1900 26. Oktober 1904  | 10. Juli 1903 31. Dezember 1904     |